# Micronique HECTOR MX
Micronique HECTOR MX (HECTOR MX) је кућни рачунар фирме Micronique који је почео да се производи у Француској током 1985. године.
Користио је Zilog Z80 A микропроцесорску јединицу а РАМ меморија рачунара је имала капацитет од 48 kb. 

## Детаљни подаци
Детаљнији подаци о рачунару HECTOR MX су дати у табели испод.
|                       |                                         |
| [ 1 ]                 |                                         |
| Произвођач            |                                         |
| Тип                   | кућни рачунар                           |
| Меморија              | 48                                      |
| Поријекло             | Француска                               |
| Година                | 1985                                    |
| Тастатура             | AZERTY, механичка тастатура, 53 тастера |
| Процесор              |                                         |
| Фреквенција процесора | 5                                       |
| RAM                   | 48                                      |
| ROM                   | 64                                      |
| Текст                 | 40 x 22                                 |
| Графика               | 112 x 78 са 4 боје                      |
| Боја                  | 15 (8 боја, 2 освјетљења)               |
| Звук                  | 1 глас, 4 октаве                        |
| Димензије             | 47 x 27 x 10                            |
| Портови               |                                         |
| Оперативни систем     | [[]]                                    |